# Йямся
Йя́мся, ранее — Я́мся (фин. Jämsä) — город и одноимённая община в Средней Финляндии на реке Йямсянйоки, в 6 км от её впадения в озеро Пяййянне. В городе проживает 22 803 человека (2010), общая площадь составляет 1824,12 км², из которых 252,73 км² — водное пространство. Плотность населения составляет 14,5 чел./км².
Раз в два года в городе проходит крупная международная лесопромышленная выставка FinnMetko.
В 2012 году центральная криминальная полиция Финляндии отметила появление в городе организованных преступных групп.